# Friedrich Mergell
Friedrich Ludwig August Jakob Karl Sigmund Hermann Mergell (auch Mergel) (* 7. Oktober 1860 in Friedewald; † 17. März 1921 in Reichelsheim) war ein hessischer Politiker (NLP) und Abgeordneter der 2. Kammer der Landstände des Großherzogtums Hessen.
Friedrich Mergell war der Sohn des Forstaufsehers Heinrich August Richard Mergell und dessen Ehefrau Maria Bertha, geborene Zipf. Mergell, der evangelischen Glaubens war, heiratete Katharina geborene Dingeldein. Er war Postgehilfe, Postassistent und Postverwalter in Reichelsheim.
Von 1911 bis 1918 gehörte er der Zweiten Kammer der Landstände an. Er wurde für den Wahlbezirk Starkenburg 5/Fürth-Reichelsheim gewählt.